# 梦灵乐队
梦灵乐队是一只现活跃在中国的传统金属、民族金属乐队。乐队成军于中国山东，现居北京。2014年发行首张专辑《江山》，2015年发行EP《朝歌》。

## 乐队成员
- 主唱：曹洪顺
- 吉他：王宝
- 吉他：谷旭[1]
- 键盘：王曦
- 贝斯：刘铮
- 鼓手：彭莲璟

## 大事记
- 2016年参加超级草莓，太湖迷笛音乐节
- 2016年吉他手代言飞魔士木吉他，贝斯手代言握威木贝斯[2]
- 2016年发行现场专辑《破晓》
- 2015年鼓手代言菲尔斯镲片[3]
- 2015年获得METAL BATTLE金属战火全球乐队争霸赛中国赛区总冠军，前往德国参加RAGNAROCK音乐节以及Wacken Open Air音乐节[4]
- 2015年发行EP《朝歌》
- 2014年发行首张专辑《江山》
- 2014年单曲《利影》获中国摇滚榜第247期第一名
- 2014年11月作为芬兰ENSIFERUM圣剑乐队中国巡演嘉宾进行了京沪双城巡演
- 2013年获得中国国际广播电台“音你而乐”THE SOUND STAGE[最爱中式摇滚乐队]、[粉丝票选大奖]

## 同台
Finntroll, Arkona, Dragonforce, Ensiferum, Orphaned Land,Solstafir, Master